# دانشگاه لاسل

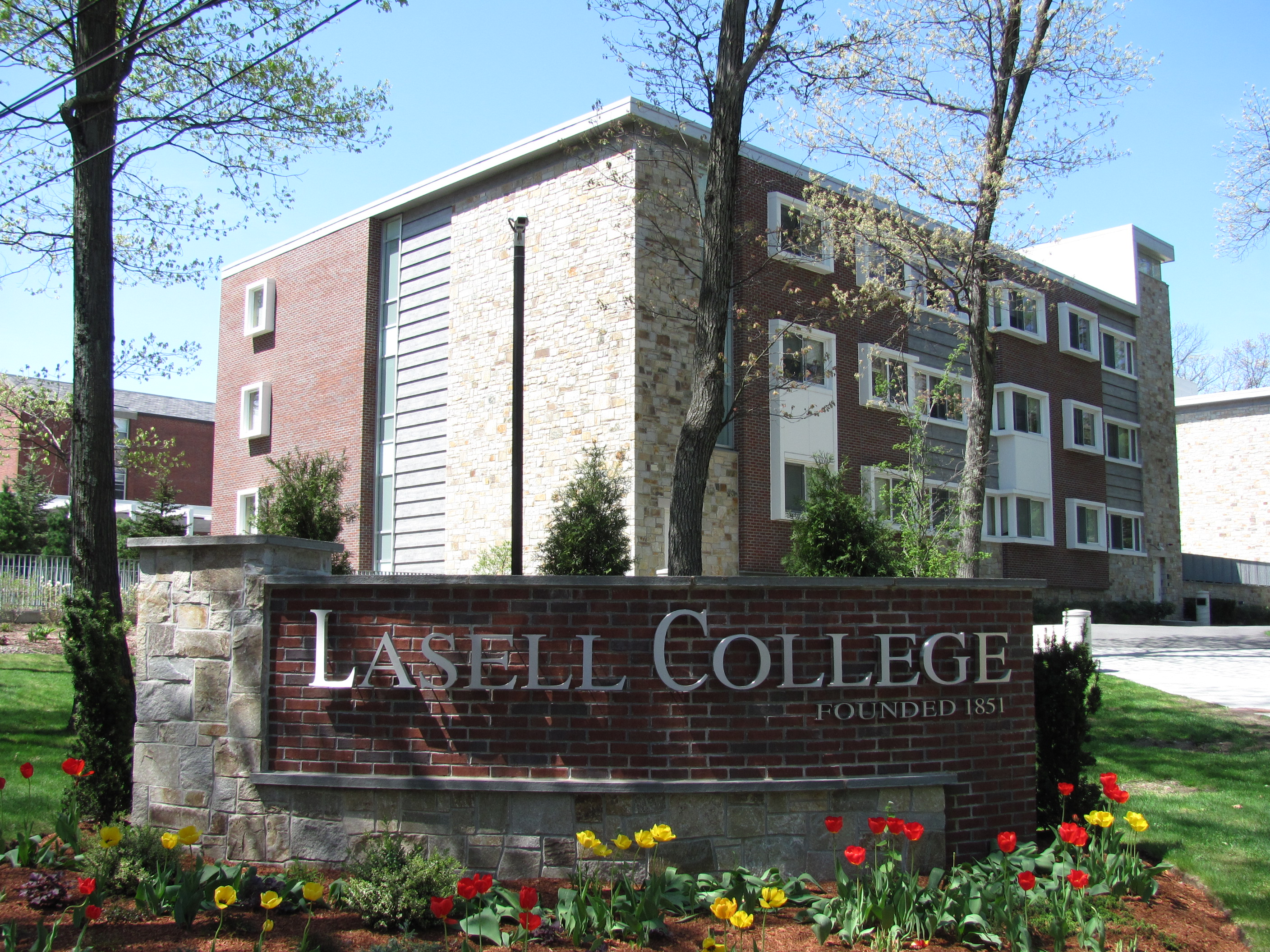

دانشگاه لاسل (LU) یک دانشگاه خصوصی در آبوردیل، ماساچوست است. لاسل مدرک کارشناسی و کارشناسی ارشد را ارائه می‌دهد. لاسل در سال ۱۸۵۱ به عنوان مدرسه علمیه زنانه توسط استاد شیمی کالج ویلیامز، ادوارد لاسل، پس از گذراندن تعطیلات از کار خود در ویلیامزتاون برای تدریس در مدرسه علمیه زنانه Mount Holyoke در هدلی جنوبی، تأسیس شد. او در ترم اول بر اثر تب حصبه درگذشت، اما مدرسه او به عنوان یک مؤسسه آموزشی درجه یک بسیار موفق بود و به زودی به یاد او به مدرسه علمیه زنانه لاسل تغییر نام داد. در سال ۱۹۳۲، کالج نام خود را به کالج Junior Lasell تغییر داد و مدرسه رسماً در سال ۱۹۴۳ ارائه مدارک کاردانی را آغاز کرد در سال ۱۹۸۹، لاسل منشوری را برای تبدیل شدن به یک مؤسسه چهار ساله اتخاذ کرد (دیگر هیچ مدرک کارشناسی دو ساله ارائه نمی‌دهد)، و در سال ۱۹۹۷ شروع به پذیرش دانشجویان پسر کرد لاسل همچنین در سال ۲۰۰۲ شروع به ارائه مدرک کارشناسی ارشد کرد.